# Valentín Canalizo
José Valentín Raimundo Canalizo Bocadillo född 14 januari 1794, Monterrey, Nuevo León och död 20 februari 1860, Mexico City var mexikansk militär och landets president 1843 och 1844.